# Йозеф Кристоф Кесслер
Йозеф Кристоф Кесслер (26 серпня 1800 — 14 січня 1872) — німецький піаніст і композитор, який творив переважно в Австрійській імперії. Його етюди, ноктюрни, варіації, прелюдії та багателі отримали високу оцінку таких музикантів, як Франц Ліст, Сигізмунд Тальберг, Ігнац Мошелес та Фрідріх Калькбреннер, і йому були посвячені 24 прелюдії, op. 28 — Фредеріка Шопена.
Кесслер народився в Аугсбурзі. Навчався у органіста Білека у Фельдсберзі та в семінарії в Ніколсбурзі. Потім вивчав філософію у Відні. Став учителем фортепіано в Лемберзі, де в будинку графа Потоцького він написав свої 24 Études, Op. 20, по одному в кожному ключі. Вони були опубліковані в 1827 р. Етюди відзначались у свій час, їх грав Франц Ліст у своїх концертах, а Феті, Мошелес і Калькбреннер високо оцінили, використовуючи деякі твори Кесслера у своєму власному педагогічному матеріалі. Він також викладав у Ландсхуті.
Фредерік Шопен потрапив під вплив музики Кесслера, коли він був у підлітковому віці, у Варшаві. Кесслер прибув до Варшави в 1829 році і швидко став частиною музичного життя. Він регулярно проводив музичні вечори, які відвідував Шопен. Саме на таких вечірках Кесслера Шопен вперше почув такі твори, як тріо «ерцгерцог» Бетховена. Кесслер і Шопен стали міцними друзями. Етюди Кесслера були розташовані по квінтовому колу, на відміну від твору Йоганна Себастьяна Баха «Добре темперований клавір», який розміщений у порядку зростання хроматичного порядку. Говорили, що Шопен, можливо, навіть запозичив у Кесслера заголовок «етюд» і скопіював у Кесслера ідею використання позначок метроному в його партитурах.
Періодично з 1833 до 1855 виступав і працював у Львові.